# Hospitalisatie
Hospitalisatie heeft een meervoudige betekenis. Zo kan het opname in een ziekenhuis betekenen, maar ook doelen op het gewenningsproces dat plaatsvindt naarmate een patiënt langer is opgenomen in een ziekenhuis. Dit artikel gaat over de laatstgenoemde betekenis.
Onder hospitalisatie worden gedragsveranderingen verstaan bij patiënten/individuen die voor langere duur zijn opgenomen in een ziekenhuis of een tehuis zoals een bejaardentehuis. Het ontstaat als gevolg van een ziekmakende wisselwerking tussen een individu en zijn omgeving. Door aanpassing ontstaat een verlies van zelfstandigheid.
Mogelijke uitingen van hospitalisatie zijn een toename van passiviteit, afhankelijkheid en onderdanigheid. Ook kan er sprake zijn van een afname van het nemen van initiatieven, een afname van het relativeringsvermogen en een afname in uiterlijke verzorging. Verder kan er sprake zijn van het ontwikkelen van apathie en geestelijke afstomping. Emotionele vervlakking en het afwijzen van veranderingen behoren eveneens tot de symptomen. Voorts kan er sprake zijn van het verlies van gewoontes, individualiteit, interesse en sociale contacten. Deze symptomen komen in gradaties en afhankelijk van elkaar voor.